# ケプラー1638
ケプラー1638とは、地球からはくちょう座の方向に4,973光年離れた場所に存在するスペクトル分類がG4V型の恒星である。少なくとも1つの太陽系外惑星「ケプラー1638b」がこの恒星の周囲を公転していることが発見された。この惑星は、潜在的に居住可能なスーパーアースである。2021年1月の時点で、ケプラー1638はハビタブルゾーン内に惑星が存在していることが知られている最も遠い恒星である。

## 惑星系
| 名称 （恒星に近い順） | 質量    | 軌道長半径 （天文単位） | 公転周期 (日)     | 軌道離心率 | 軌道傾斜角              | 半径               |
| --------------------- | ------- | ----------------------- | ----------------- | ---------- | ----------------------- | ------------------ |
| b                     | 4.16 M⊕ | 0.745+0.021 −0.020      | 259.33683±0.01303 | —          | 89.9954+0.0021 −0.0844° | 1.87+0.33 −0.22 R⊕ |

ケプラー1638bは、はくちょう座の方向に存在している恒星であるケプラー1638の周囲を公転している太陽系外惑星である。ケプラー1638bはスーパーアースであり、1.87+0.33
−0.22地球半径、4.16地球質量を持っている。公転周期は259.337±0.013日で、主星から0.745天文単位離れた位置を公転しており、ハビタブルゾーンに位置している。これは、地球から2,867光年 (879 pc)離れた、発見された中で最も遠い潜在的に居住可能な太陽系外惑星である。